# Primera División (Chile) 1953
Die Primera División 1953, auch unter dem Namen 1953 Campeonato Nacional de Fútbol Profesional bekannt, war die 21. Saison der Primera División, der höchsten Spielklasse im Fußball in Chile.
Die Meisterschaft gewann das Team von CSD Colo-Colo. Es war der sechste Meisterschaftstitel für den Klub.

## Modus
Die Teams spielen jeder gegen jeden mit Hin- und Rückspiel. Sieger ist die Mannschaft mit den meisten Punkten. Bei Punktgleichheit entscheidet das Torverhältnis. Sind die beiden besten Teams punktgleich, so gibt es ein Entscheidungsspiel.

## Teilnehmer
Die zwölf Teams der Vorsaison nahmen auch wieder in dieser Saison teil. Erstmals spielten CD Palestino und Rangers de Talca in der ersten Liga. Zehn Teams kamen aus der Hauptstadt Santiago, dazu spielten die Santiago Wanderers aus Valparaíso, Everton aus Viña del Mar, Deportes Iberia aus Conchalí und Rangers de Talca aus Talca in der Liga.

## Tabelle
| Pl.                       | Verein               | Sp. | S  | U | N  | Tore    | Diff. | Punkte |
| ------------------------- | -------------------- | --- | -- | - | -- | ------- | ----- | ------ |
| 1.                        | CSD Colo-Colo        | 26  | 18 | 5 | 3  | 080:360 | +44   | 41     |
| 2.                        | CD Palestino (N)     | 26  | 13 | 7 | 6  | 063:470 | +16   | 33     |
| 3.                        | Audax Italiano       | 26  | 14 | 5 | 7  | 047:360 | +11   | 33     |
| 4.                        | Everton (M)          | 26  | 13 | 4 | 9  | 047:370 | +10   | 30     |
| 5.                        | Universidad de Chile | 26  | 13 | 4 | 9  | 043:480 | −5    | 30     |
| 6.                        | CD Green Cross       | 26  | 11 | 5 | 10 | 049:490 | ±0    | 27     |
| 7.                        | Ferrobadminton       | 26  | 11 | 5 | 10 | 055:560 | −1    | 27     |
| 8.                        | Universidad Católica | 26  | 9  | 8 | 9  | 049:430 | +6    | 26     |
| 9.                        | Santiago Wanderers   | 26  | 10 | 5 | 11 | 052:490 | +3    | 25     |
| 10.                       | Rangers de Talca (N) | 26  | 9  | 6 | 11 | 050:520 | −2    | 24     |
| 11.                       | Santiago Morning     | 26  | 9  | 5 | 12 | 054:670 | −13   | 23     |
| 12.                       | Unión Española       | 26  | 7  | 5 | 14 | 034:540 | −20   | 19     |
| 13.                       | CD Magallanes        | 26  | 5  | 5 | 16 | 043:660 | −23   | 15     |
| 14.                       | Deportes Iberia      | 26  | 2  | 7 | 17 | 031:610 | −30   | 11     |
| Quelle: , Stand: Endstand |                      |     |    |   |    |         |       |        |

## Beste Torschützen
| Rang | Spieler        | Klub          | Tore |
| ---- | -------------- | ------------- | ---- |
| 1    | George Robledo | CSD Colo-Colo | 26   |